# 72e Rue
La 72e Rue est une rue de Manhattan à New York. Elle est séparée en deux parties par Central Park : 72nd Street East et 72nd Street West.

## Situation et accès

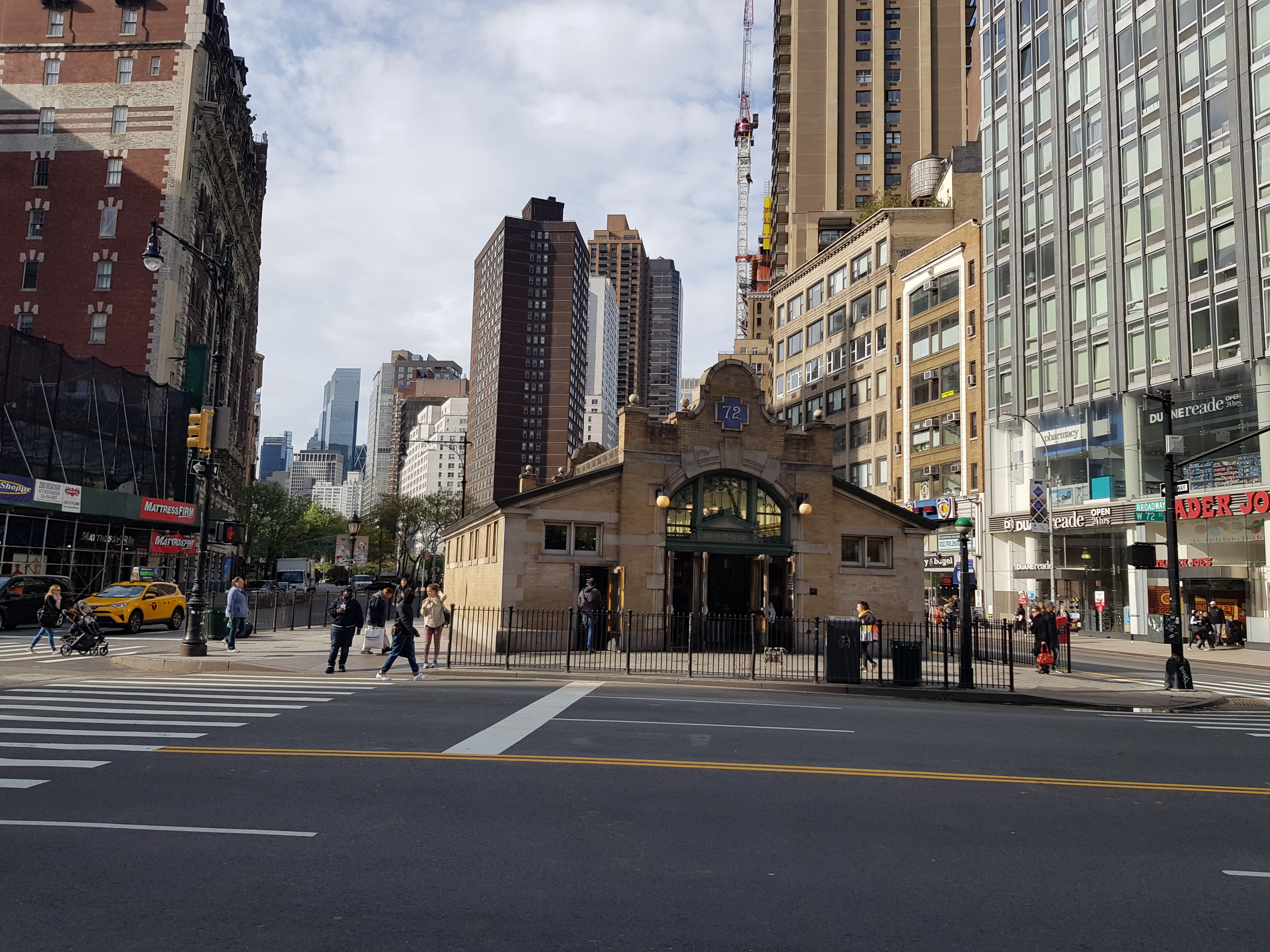
Station de métro de la 72e Rue.

La 72e Rue est desservie par de nombreux transports en commun :
- IRT à l'angle de Broadway et Dixième Avenue ;
- IND à Central Park West ;
- IND à la Deuxième Avenue (en construction).

## Origine du nom
La 72e Rue, tire son nom tout simplement de sa position dans le plan en damier de Manhattan établi en 1811. 
Le chiffre « 72 » indique sa position dans la grille est-ouest, entre la 71e et la 73e Rue.

## Bâtiments remarquables et lieux de mémoire
- No 1 : Dakota Building[1].
- Au croisement avec Riverside Drive, une statue en bronze d'Eleanor Roosevelt est inaugurée en 1996 par la Première dame Hillary Clinton. Au pied de la statue sont inscrits quelques mots d'Adlai Stevenson : « Her glow has warmed the world », ce qui veut dire : « Sa flamme a réchauffé le monde ».
- Le scénariste du film King Kong, James Ashmore Creelman, s'est suicidé en se jetant du toit de l'immeuble situé au 325 East de la 72e Rue.

## Résidents célèbres
- Arthur Ashe, joueur de tennis, au 360 East 72nd Street
- Joan Fontaine, actrice, 160 East 72nd Street[2]
- John Lennon et Yoko Ono, au 1 West 72nd Street
- Margaux Hemingway, actrice, au 12 East 72nd Street
- George Gershwin, compositeur, au n°132 East 72nd Street[3]
- John Steinbeck, écrivain, au 190 et 206 East 72nd Street[4]